# Gustavo Berriel
Gustavo Berriel (Rio de Janeiro, 15 de junho de 1986) é um ator, dublador e professor brasileiro. É conhecido por emprestar sua voz aos personagens Senhor Barriga e Nhonho em Chaves em Desenho Animado. Com esse trabalho ganhou, em 2008, no Oscar da Dublagem, o prêmio de Melhor Revelação, dividindo-o com Carlos Alberto.

## Trabalhos artísticos

### Dublagens
- Nhonho e Senhor Barriga em Chaves em desenho animado
- Jaiminho em Chaves (substituindo Older Cazarré nas redublagens para DVD)
- Robb Stark em Game of Thrones
- Patrício Chaveros Hernández (Alejandro Nones) em Lágrimas de Amor
- Mike Traceur (Justin Bruening) em A Super Máquina

### Teatro
- O Príncipe Aviador
- Chapeuzinho Quase Vermelho
- O Pequeno Príncipe
- Quem Matou Laura Fausto?
- O Gato Playboy